# Плас Гишар — Бурс дю Травай (станция метро)

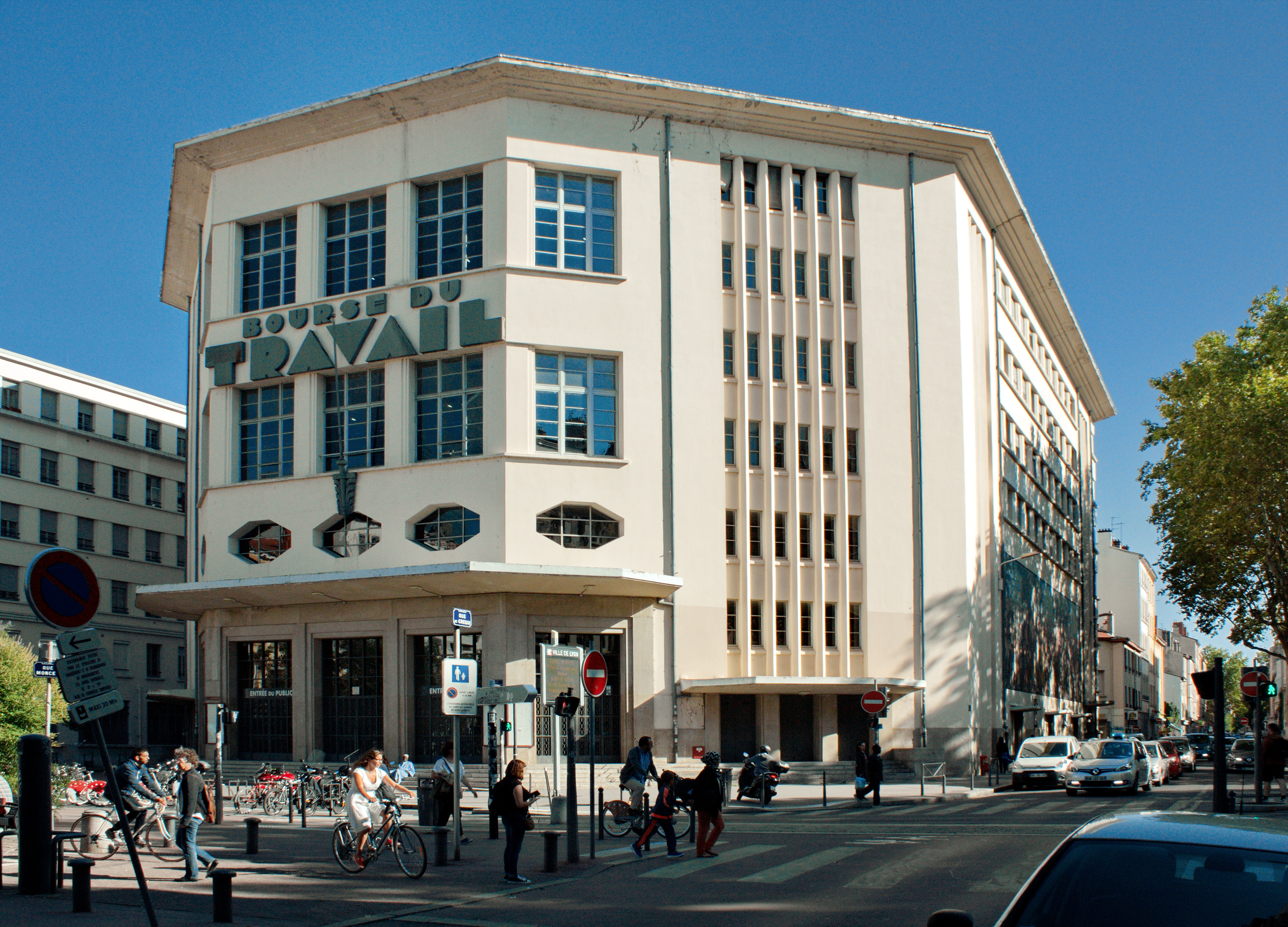
Бурс дю травай.

«Плас Гиша́р — Бурс дю Трава́й» (фр. Place Guichard — Bourse du Travail) — станция линии В Лионского метрополитена.

## Расположение
Станция находится в 3-м округе Лиона. Платформа станции расположена по диагонали под площадью Гишар (фр. place Guichard). Вход на станцию производится с той же площади.

## Особенности
Станция открыта 14 сентября 1981 года в составе второй очереди линии B Лионского метрополитена от станции Гар Пар-Дьё — Вивье Мерль до станции Жан Масе. Состоит из двух путей и двух боковых платформ.  Пассажиропоток в 2006 году составил 158 803 чел./мес.
Станция спроектирована архитекторами Рене Жембером (фр. René Gimbert) и Жаком Вержели (фр. Jacques Vergely) и украшена витражами Рене Бюрле (фр. René Burlet) и Камиля Ниогре (фр. Camille Niogret).

## Происхождение названия
Первоначально станция называлась просто «Плас Гишар» — Площадь Гишар. Клод Гишар (фр. Claude Guichard; 1825—1895) — французский политик, республиканец, депутат департамента Рона. Вторая часть означает биржа труда в честь дома №205 на этой площади. Здание было построено в 1931 году и первоначально в нём размещались всевозможные профсоюзные и рабочие организации. Со временем помещение всё больше использовалось для иных целей, и сейчас там находится известный в Лионе театрально-концертный зал. В 2004 году профсоюзные организации обратились к мэрии города с просьбой увековечить это историческое здание в названии станции метро. Им пошли навстречу, поэтому теперь у станции двойное имя.

## Достопримечательности
- Авеню Сакс[фр.]
- Улица Дюгеклин[фр.]
- Улица Гарибальди[фр.]
- Большой лионский храм[фр.] — протестантская церковь (1880—1884)
- Здание префектуры департамента Рона[фр.] (1883—1890)
- Бурс дю Травай[фр.] — концертный зал (1931)
- Кафе «Рона»[фр.] (начало XX века)

## Наземный транспорт
Со станции существует пересадка на следующие виды транспорта:

  — трамвай

  — троллейбус

  — «главный» автобус